# AMMMusic
AMMMusic è il primo album del gruppo musicale d'avanguardia AMM. È stato registrato durante il 1966, e uscì sul mercato tra la fine di quell'anno e l'inizio del successivo.

## Il disco
Al di fuori di determinati circoli underground londinesi, le vendite furono piuttosto basse. Il disco tuttavia viene oggi considerato importante in campo musicale in quanto gettò le basi per la musica elettronica moderna.
Dell'album esistono due versioni: quella originale contiene solo due brani, molto lunghi, che occupano una facciata a testa dell'LP, mentre una più recente ristampa in formato CD contiene, oltre a due versioni abbreviate dei due pezzi originali, anche altri brani.
Anche la copertina cambia a seconda dell'edizione: nella prima troviamo un disegno stile fumetto di un camion in movimento, nella seconda il camion sembra essere fermo e a un lato della strada appare un cartello con la scritta "Riviera Plaza", due parole estratte dai titoli dei due brani originali.